# Erosina fulvescens
Erosina fulvescens là một loài bướm đêm trong họ Geometridae.